# 영국 혁명

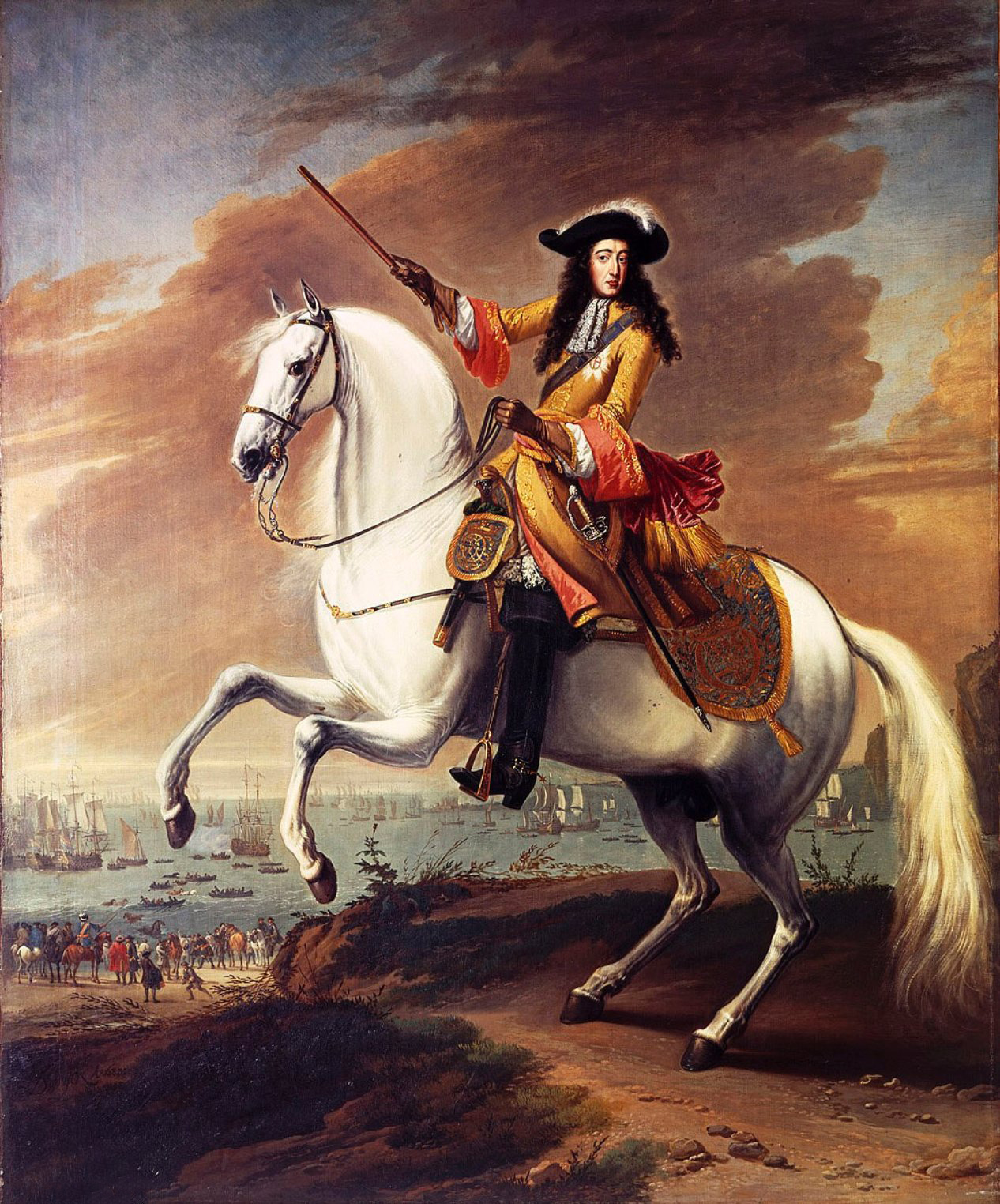
얀 와이크의 윌리엄 3세, 1688년 11월 5일 토베이, 브릭샴 상륙 기념

영국 혁명(英國革命, 영어: English Revolution)은 영국 역사에서 두 가지 별개의 사건을 설명하는 용어이다. 20세기 이전에는 제임스 2세가 폐위되고 윌리엄 3세와 메리 2세가 입헌군주제를 수립한 1688년의 명예 혁명을 지칭하는 용어로 일반적으로 사용되었다.
그러나 마르크스주의 역사학자들은 1639년~1651년의 삼왕국 전쟁과 1649년 찰스 1세의 처형 이후 1660년 스튜어트 왕정복고로 찰스 2세가 왕좌에 복귀하기 전까지의 공위기에 이 용어를 사용하기 시작했다. 프리드리히 엥겔스는 1892년의 저서에서 이 시기를 "대반란(Great Rebellion)"으로 1688년의 명예 혁명을 "비교적 보잘 것 없는" 것으로 서술했지만, 둘 다 같은 혁명 운동의 일부라고 주장했다.
비록 찰스 2세가 1649년 그의 아버지인 찰스 1세의 처형 이후 왕정복고로 많은 지역에서 현상 유지의 결과를 가져온 합법적인 군주로 선언되었지만, 잉글랜드 연방을 거치면서 획득한 유산들은 법으로 남게되었다.

## 휘그 사관
영국의 군주제에 대한 긴장은 명예 혁명 훨씬 이전부터 시작되었다. 1649년 찰스 1세가 잉글랜드 의회에 의해 처형되었을 때 잉글랜드는 공화국, 즉 잉글랜드 연방이 되었으며, 잉글랜드 연방은 1660년에 찰스 2세가 왕정복고로 잉글랜드의 왕으로 다시 등극할 때까지 지속되었다. 1649년에서 1688년까지 간헐적으로 지속된 내전은 "종교개혁이 조장한 해결되지 않은 모순에서 비롯된 입헌 투쟁"이었다. 영국의 개혁 이후 국가와 교회 및 정부 문제에 시민 참여에 대한 헌법적 근거 사이의 논쟁은 지속적으로 함께 수렴되었다. 1688년 명예 혁명 동안 제임스 2세는 윌리엄 3세와 메리 2세로 교체되었고, 입헌군주제가 수립되었으며 휘그 역사가들은 이를 "영국 혁명"이라고 설명했다. 이러한 해석은 "영국 혁명"이 영국에서 균형 잡힌 입헌군주제를 달성하기 위해 의회가 자유를 지향하는 법을 제정한 기나긴 개혁 및 통합 과정의 마지막 단계임을 시사한다.

## 마르크스주의 사관

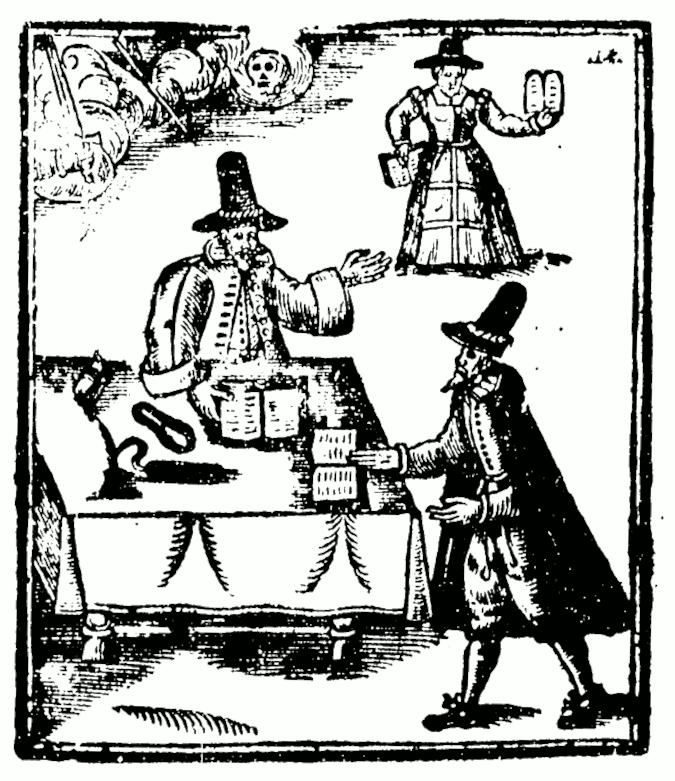
윌리엄 에버라드의 1649년 《잉글랜드 수평파의 선언과 기준》(The Declaration and Standard of the Levellers of England)의 제목 페이지의 삽화

영국 혁명에 대한 마르크스주의적 견해는 영국에서 1640년에서 1660년 사이의 사건들이 영국 봉건제의 마지막 부분(국가)이 시민 계급(및 그 지지자들)에 의해 파괴되고 국가(및 사회)로 대체된 시민 혁명이었다고 제안한다. 이는 농업 자본주의(나중에는 산업 자본주의)의 광범위한 확립을 반영한다. 그러한 분석은 영국에서 영국 혁명이 봉건제에서 자본주의로 봉건 국가에서 자본주의 국가로 이행하는 데 중추적인 역할을 했다고 본다.
"영국 혁명"이라는 문구는 마르크스가 프랑수아 기조의 1688년 명예 혁명에 대한 소책자에 대한 답변인 "영국의 17세기 혁명(England's 17th Century Revolution)"이라는 짧은 텍스트에서 처음 사용되었다. 올리버 크롬웰과 잉글랜드 내전은 마르크스의 소논문인 〈루이 나폴레옹의 브뤼메르 18일〉에서도 여러 번 언급되지만, 그 사건이 이름으로 직접적으로 언급되지는 않는다. 1892년까지 엥겔스는 분쟁에 대해 "대반란(Great Rebellion)"이라는 용어를 사용했고, 여전히 그것을 동일한 혁명적 사건들의 일부로 인식하면서도 1688년의 명예 혁명을 "비교적으로 보잘 것 없다"라고 일축했다.
마르크스주의 역사가인 크리스토퍼 힐은 다음과 같이 언급했다.
| “ | 잉글랜드 내전은 찰스 1세의 전제정치가 국교회와 보수적인 지주들의 세력에 의해 옹호되고, 반대편에는 도시와 시골의 상공인 계급이 대립하는 계급 전쟁이었다 ... 요먼과 진보적인 젠트리 그리고 ... 투쟁이 실제로 무엇에 관한 것이었는지 이해하기 위해 자유로운 토론을 통해 가능할 때마다 더 많은 대중이 참여했다. | ” |
|   | — 크리스토퍼 힐 |   |

마르크스주의의 후기 발전은 부르주아 혁명 이론에서 영국 혁명이 대중적인 행정 및 경제적 이익 분야에서 프랑스 혁명과 이후의 혁명을 예견했다고 제안했다. 의회 권력의 확장과 함께 영국 혁명은 영국 사회의 농촌과 도시에서 오래된 권력 관계의 많은 부분들을 무너뜨렸다. 그 시대의 길드 민주주의 운동은 런던의 운송 노동자들, 특히 1641년~1643년에 그들의 회사를 민주화한 템즈 워터맨들 사이에서 가장 큰 성공을 거두었다. 1642년 내전이 발발하면서 농촌 공동체는 왕당파, 가톨릭, 왕족, 교회 계층의 영지에서 목재와 가타 자원을 압수하기 시작했다. 일부 공동체는 그러한 부동산에 대한 소유권의 조건을 개선했다.
오래된 현상 유지는 1646년에 주요 내전이 끝난 후에 특히 1660년 왕정복고 이후에 축소되기 시작했지만 일부 이득은 장기적으로 지속되었다. 예를 들어 1642년에 워터맨 회사에 도입된 민주적 요소는 1827년까지 우여곡절을 겪으며 살아남았다.
마르크스주의적 견해는 또한 "혁명 속의 혁명"(힐, 브라이언 매닝 등이 추구한)이라는 개념을 발전시켰는데, 이 개념은 잉글랜드 내전의 소용돌이 속에서 의회보다 더 진보적으로 나아가려고 시도했던 그 시대의 급진적인 운동(예: 애지테이터 수평파, 신모범군에서의 반란자 및 진정수평파)에 더 큰 강조점을 두었다.
| “ | 17세기 중반에 영국에서는 두 차례의 혁명이 있었다. 그 결과로 재산권의 신성한 권리를 확립하고(봉건적 임기의 폐지, 독단적인 과세 금지), 유산 계급에게 정치적 권력을 부여했으며(의회와 관습법의 주권, 특권 법원의 폐지), 유산 계급의 이데올로기 즉 프로테스탄트 윤리의 승리를 가로막는 모든 장애물들을 제거했다. 그러나 때때로 위협적이기는 했지만 일어나지 않은 또 다른 혁명이 있었다. 이것은 공동 재산, 정치 및 법적 제도에서 훨씬 더 광범위한 민주주의를 확립했을 수 있으며, 국교회를 해체하고 프로테스탄트 윤리를 거부했을 수 있다. | ” |

브라이언 매닝은 다음과 같이 주장했다.
| “ | 구 지배 계급은 경제 성장과 확장에 부합하고 장기적으로 완전한 자본주의 경제의 발전을 촉진하는 새로운 아이디어와 새로운 전망을 가지고 돌아왔다. 찰스 1세가 1640년 11월 3일에 웨스터민스터에서 의회를 소집하지 않았더라면 상황은 매우 달라졌을 것이다. | ” |
|   | — 브라이언 매닝 |   |

### 비판
이러한 개념은 마르크스주의 역사학자들 사이에서 인기가 있었지만, 자유주의 학파와 수정주의 학파의 많은 역사학자들에 의해 비판을 받아 왔다.
1640년에서 1660년 사이의 사건들이 영국 혁명을 구성한다는 개념은 다음과 같이 지적한 오스틴 울리치와 같은 역사학자들에 의해 비판을 받았다.
| “ | 여러 카운티, 지역 기록 보관소 및 가족 기록 보관소에서 열심히 조사한 결과 부동산 소유권의 변화, 따라서 지배 계급의 구성이 생각만큼 크지 않다는 것이 밝혀졌다. | ” |
|   | — 오스틴 울리치 |   |

울리치는 그 기간이 "영국 혁명"을 구성한다는 개념은 그 기간에 포함된 중요한 사회적 변화의 부족함을 무시할 뿐만 아니라 이 좁은 기간을 넘어서 확장되는 초기 근대의 장기적인 경향을 무시한다고 주장한다.
그러나 카를 마르크스와 프리드리히 엥겔스 모두 산업 혁명에 대한 저술에서 분명히 밝힌 것처럼, 그 시점을 넘어서는 시민 국가의 추가적인 발전을 결코 무시하지는 않았다.

## 다른 용법
"영국 혁명"이라는 용어는 비평가이자 작가인 매슈 아널드의 《현재의 비판 기능》(The Function of Criticism at the Present Time)에서 다음과 같이 1642년을 언급하기 위해 빅토리아 시대의 비마르크스주의자들에 의해서도 사용되었다.
| “ | 이것이 프랑스 혁명을 찰스 1세 시대의 영국 혁명과 구별하는 것이다." | ” |
|   | — 매슈 아널드                                                      |   |

## 같이 보기
- 혁명
- 시민 혁명
- 청교도 혁명
- 명예 혁명
- 미국 혁명
- 프랑스 혁명

## 참고 문헌
- Eisenstein, Hester (2010년 5월 13일). 《Feminism Seduced: How Global Elites Use Women's Labor and Ideas to Exploit the World》. Routledge. ISBN 9781594516603.
- “House of Commons Journal Volume 8: 8 May 1660”. 《Journal of the House of Commons: Volume 8, 1660–1667》 (London: His Majesty's Stationery Office): 16–18. 1802a.
- Trevelyan, George M. (1938). 《The English Revolution, 1688-1689》 1965판. Oxford University Press. ISBN 978-7240010488.